# III Macabeus
III Macabeus é um livro bíblico encontrado em algumas bíblias ortodoxas, ou seja, aceitas pela Igreja Ortodoxa como parte dos livros Deuterocanônicos ortodoxos. Os Protestantes e Católicos consideram como um livro não canônico.
O livro, na verdade, não tem nada a ver com a história dos Macabeus contada nos dois livros antecedentes e aceitos como canônicos também pelos católicos por não tratar da revolta dos judeus contra o helenismo imposto pelos gregos e da dominação do Império Selêucida que colocavam em perigo a própria fé monoteísta judaica. Resumidamente narra a história da perseguição sofrida pelos judeus na época do rei egípcio Ptolomeu IV que governou entre 222a.C a 205a.C, ou seja algumas décadas antes da revolta dos Macabeus. O nome do livro aparentemente vem de algumas semelhanças entre o livro e a história do mártir Eleazar descrita no livro de II Macabeus além dos sete jovens macabeus martirizados. Cita também o nome do sumo sacerdote Shimon referido no livro antecessor.